# Rudolf Valdec
Rudolf Valdec, hrvaški kipar, * 8. marec 1872, Krapina, Avstro-Ogrska, † 1. februar 1929, Zagreb, Kraljevina SHS.

## Življenjepis
Rudolf Valdec je končal Obrtniško šolo v Zagrebu leta 1899, leta 1890 nadaljuje študij kiparstva na Dunaju na Kunstgewerbeschule pri A. Kühneju, od leta 1891 do 1894 na akademiji v Münchnu pri S. Eberleju, ter pozneje med letoma 1894 in 1895 na akademiji na Dunaju. Zaradi študija je krajša obdobja preživel v Italiji, Rusiji, Nemčiji in Franciji.
Leta 1895 dobi v Zagrebu lastni atelje, kamor se preseli in tam deluje do svoje smrti leta 1829. V tem času (1908 do 1929)  je tudi učitelj in profesor na Umetniški akademiji v Zagrebu. Med njegove najbolj znane učence spadajo hrvaški kipar Joza Turkalj (1890-1943) ter slovenska kiparja Boris Kalin in France Gorše. Od leta 1919 je dopisni, in od leta 1924 redni član JAZU.

## Dela
Med študijem na Dunaju ter v zadnjem desetletju XIX. stoletja pod vplivom mlajših dunajskih seceonistov izdela več reljefov, slikovito tretiranih in z narativnimi prikazi alegorijskega življenja (Memento mori; Magdalena; Ljubezen, sestra smrti). Pomanjkanje občutka za polno kiparsko formo, nagnjenost k slikoviti obdelavi materiala, simboliki in uporabi secesionističnih elementov se lahko razume kot vpliv slikarja Bele Čikoša Sesije (1864-1931) na njegovo delo, kar se vidi tudi na njegovih delih (epitaf škofu Josipu Juraju Strossmayerju v Djakovu leta 1908, epitaf škofu Juraju Dobrili v Pazinu leta 1911, nagrobni spomenik družini Tomić v Zagrebu leta 1929).  Valdecova nagnjenost k realistični in detajlistični reprodukciji videnega je rezultirala z njegovimi najuspešnejšimi stvaritvami portretne plastike. Modelirajoč po naravi je Valdec  v številnih portretnih skulpturah dosegel prepričljivo podobnost in individualno karakterizacijo portretirancev (Josip Juraj Strossmayer, Franjo Rački, Ivan Mažuranić, Ivan Trnski).
Na prehodu med stoletjema se je v Zagrebu formiral krog zagrebških likovnih umetnikov, kjer Rudolf Valdec in Robert Frangeš-Mihanović predstavljata kiparje. Skupaj sta tudi utemeljitelja sodobnega hrvaškega kiparstva. S Frangešem je Valdec tudi prvi hrvaški medaljer, ki je v seriji izdelkov uveljavil svoj specifičen izraz v nizkem reljefu. Vpliv secesije je viden na zelo uspešni plaketi Casino, kot tudi v detajlih spomenic s portreti J.J.Strossmayerja, Slavka Cuvaja, Mileta Starčevića in drugih.
Valdec je bil v veliki meri angažiran tudi pri naročilih za izdelavo nagrobnih in javnih spomenikov. To je reševal v obliki poprsja v visokem reljefu (Ivan Kukuljević Sakcinski in Stjepan Miletić v Zagrebu, Silvije Strahimir Kranjčević v Sarajevu, Ferdo Livadić v Samoborju, Vatroslav Jagić v Varaždinu) ali s poprsjem v polni plastiki (Franjo Rački v Zagrebu). V polni plastiki je z manj uspeha izvedel nekaj javnih spomenikov (Dositeju Obradoviću v Beogradu in Petru Karađorđeviću prvemu v Velikem Bečkereku (današnji Zrenjanin) in v Bijeljini). Njegovi kipi se nahajajo tudi na zgradbi Narodne in univerzitetne knjižnice v Zagrebu, kot tudi na nakaterih drugih zgradbah v Zagrebu.

## Razstave
Rudolf Valdec je razstavljal na naslednjih razstavah:
- Milenijska razstava, Budimpešta 1896
- Mednarodna umetniška razstava, København 1897
- I. razstava Društva hrvaških umetnikov, Zagreb 1898-1899
- Exposion internationale universelle, Pariz 1900
- Razstava plastik v ateljeju umetnika, Zagreb 1902
- X. razstava Društva umetnosti »Manes«, Praga 1903
- I. jugoslovanska umetniška razstava, Beograd 1904
- Razstava »Lade«, Sofija 1906
- X. mednarodna umetniška razstava, Bruselj 1910
- Exposition des artistes yugoslaves, Pariz 1919
- Razstava reljefov Rudolfa Valdeca, Split 1925